# Balongpanggang (plaats)
Balongpanggang is een bestuurslaag in het regentschap Gresik van de provincie Oost-Java, Indonesië. Balongpanggang telt 4860 inwoners (volkstelling 2010).